# ジャルディネッティ
ジャルディネッティ（Giardinetti）は、イタリア ラツィオ州 ローマの第6区（Municipio Roma VI）にある町。ローマ市の分離集落（フラツィオーネ）である。町の名前の由来は、16世紀にこの付近にあったカステッロ・ディ・トッレノーヴァ（Castello di Torrenova）の庭園（イタリア語: Giardino，ジャルディーノ）である。
町は、カッシリナ街道（国道6号線）の南側、ローマ市の外周を取り巻いている環状高速道路 グランデ・ラッコルド・アヌラーレ（A90）の外側に位置している。

## 観光
- カステッロ・ディ・トッレノーヴァ（Castello di Torrenova） - 16世紀の城郭

## 交通機関
- ATAC ローマ＝ジャルディネッティ線 ジャルディネッティ駅
- ローマ地下鉄C線 ジャルディネッティ駅 （2014年現在 建設中）